# Upton (Bassetlaw)
Upton – przysiółek w Anglii, w Nottinghamshire. Upton jest wspomniana w Domesday Book (1086) jako Uptone/Uptun(e).